# Birds of Prey (trilha sonora)
Birds of Prey: O Álbum é o álbum de trilha sonora para o filme de mesmo nome, lançado pela Atlantic Records em 7 de fevereiro de 2020. A Atlantic lançou cinco singles que antecederam o dia do lançamento do álbum. O álbum estreou no número 23 na Billboard 200 dos EUA, número nove na Austrália e entre os 40 primeiros no Canadá, Nova Zelândia e Suíça. Ele ganhou na categoria Melhor Trilha Sonora na edição de 2020 do American Music Awards.

## Antecedentes e desenvolvimento
Descrito como o "novo filme de cor doce e classificado para menores no DC Extended Universe", Birds of Prey, o filme homenageou uma tradição clássica do filme de super-heróis, como visto com a trilha sonora Suicide Squad para o filme de 2016, Suicide Squad. A diretora do filme, Cathy Yan, afirmou que a música é um conceito super importante no cinema e que "motiva [ela]". Ela continuou dizendo que "meio que me ajuda a criar os personagens." Yan e a equipe de produção trabalharam em estreita colaboração com a Atlantic Records para montar uma "espécie de gangue de garotas musicais", diz ela, e criar uma trilha sonora feminina para este mundo movido a mulheres.
Kevin Weaver, presidente da Atlantic Records West Coast da trilha sonora, disse que "estava procurando por uma sensibilidade feminina e durona para ligar diretamente aos personagens de Harley Quinn e as Aves de Rapina" e ele "queria espelhar a jornada de Harley com uma sensibilidade musical que meio que falava dos mesmos temas e linhas diretas."

## Gravação e produção
Em setembro de 2019, Daniel Pemberton foi anunciado para atuar como compositor da trilha sonora do filme.
A lista de músicas foi revelada no dia 10 de janeiro de 2020 pela Atlantic Records, juntamente com a pré-venda e pré-encomenda do álbum, e apresenta 15 faixas que contém apenas artistas femininas. Entre as várias artistas femininas que estão no álbum, temos grandes nomes da música, como Megan Thee Stallion, Normani, Halsey, Doja Cat, Charlotte Lawrence e Lauren Jauregui.
O álbum foi criado pelas mesmas pessoas que fizeram a trilha sonora do filme Suicide Squad (2016).

## Música e letras
Os gêneros do álbum foram descritos pela redatora do Crimson, Annie Harrigan, como hip-hop, pop, Rock alternativo e rap. Músicas como "Boss Bitch", "So Thick" e "Diamonds" incluem letras edificantes e incorporam temas como "auto-suficiência, trabalho duro e confiança". "Experiment on Me" tem "guitarra pesada, uma batida constante e vocais no estilo screamo", enquanto "Danger" é "uma das faixas mais hardcore", com "batidas fortes, vocais echoey e screamo, e fortes influências de hip-hop e rock."
O álbum também incluiu covers das canções "It's a Man's Man's Man's World" de James Brown, "I'm Gonna Love You Just a Little More Baby" de Barry White e "Hit Me with Your Best Shot" de Pat Benatar.

## Promoção

### Lançamento
O álbum da trilha sonora do filme, intitulado Birds of Prey: The Album, foi anunciado em janeiro de 2020 e foi lançado em 7 de fevereiro de 2020, para coincidir com o lançamento do filme. Para promover o álbum, um single foi lançado toda sexta-feira antes do lançamento do filme.

### Singles
O primeiro single do álbum, "Diamonds", de Megan Thee Stallion e Normani, foi lançado em 10 de janeiro de 2020, com um videoclipe inspirado em Harley Quinn. O segundo single, "Joke's On You", de Charlotte Lawrence, foi lançado em 17 de janeiro de 2020. O terceiro single, "Boss Bitch", de Doja Cat, foi lançado em 24 de janeiro de 2020 com um videoclipe. O quarto single, "Sway With Me", de Saweetie e Galxara, foi lançado em 31 de janeiro de 2020, com um videoclipe com a participação de Ella Jay Basco reprisando seu papel no filme como Cassandra Cain. O quinto single, "Experiment on Me" de Halsey, foi lançado em 7 de fevereiro de 2020, junto com o lançamento do álbum. Uma versão solo de "Sway with Me" de GALXARA foi lançada como single autônomo em 1 de maio de 2020.

## Desempenho comercial
O álbum estreou no número 23 da parada Billboard 200 e foi o quinto álbum mais vendido da semana. "Boss Bitch" de Doja Cat foi o único single do álbum a entrar nas paradas da Billboard Hot 100 no número 100. "Diamonds" de Megan Thee Stallion e Normani alcançou a posição 16 no Bubbling Under Hot 100, mas perdeu a parada principal.

## Recepção da crítica
| Críticas profissionais | Críticas profissionais |
| Avaliações da crítica  | Avaliações da crítica  |
| Fonte                  | Avaliação              |
| ---------------------- | ---------------------- |
| AllMusic               | [ 31 ]                 |
| Clash                  | 7/10                   |

A trilha sonora recebeu críticas positivas. A Variety deu à trilha sonora críticas positivas, dizendo que ela estava "cheia de energia, liberdade e, às vezes, sons caóticos refletidos [no filme]". Eles elogiaram a variedade de covers e canções originais "girl-power". O uso de apenas mulheres artistas foi elogiado pela redatora do Crimson, Annie Harrigan, que observou que eles "exibem uma ampla gama de gêneros e estilos musicais" e "o único aspecto negativo do álbum é que as canções simplesmente não são longas o suficiente". Ela também afirmou que as canções "fluem perfeitamente para frente em termos de estilo, gênero e conteúdo lírico". A AllMusic escreveu, "enquanto o álbum gira em torno de gêneros em uma velocidade vertiginosa, tudo se encaixa perfeitamente", elogiando a "mistura de energia, ameaça e perigo de uma equipe de mulheres duronas". A Clash elogiou a trilha sonora, chamando-a de uma "incrível companheira sônica para o [filme], ambos mostrando ao mundo o poder de uma lista só de mulheres, explodindo com destreza criativa."

## Lista de faixas
Créditos adaptados do Genius e TIDAL.
| Birds of Prey: The Album |                                                                             | |                                        |         |  |
| N.º                      | Título                                                                      | Compositor(es) | Produtor(es)                           | Duração |  |
| 1.                       | "Boss Bitch" (Doja Cat)                                                     | Amala Zandile Dlamini Ashnikko Sky Adams Imad Royal | Adams Royal                            | 2:14    |  |
| 2.                       | "So Thick" (Whipped Cream, com part. de Baby Goth)                          | Brianna Miller Caroline Cecil Sean Turk | Whipped Cream                          | 2:11    |  |
| 3.                       | "Diamonds" (Megan Thee Stallion & Normani)                                  | Megan Pete Normani Hamilton Edgar Machuca Jule Styne Kameron Glasper Leo Robin Louis Bell Madison Love Mike Arrow Santeri Kauppinen Tayla Parx                                                             | MD$ Bell Arrow                         | 3:19    |  |
| 4.                       | "Sway With Me" (Saweetie & Galxara)                                         | Diamonté Harper Earlly Mac Mich Hansen Quavious Marshall Pablo Beltrán Ruiz Michael Pollack Tia Scola Jacob Uchorczak Norman Gimbel Caramel Koi Riana Kuring Adam David Small Nick Sarazen Randell Hammers | Cutfather Jacob Ubizz                  | 2:48    |  |
| 5.                       | "Joke's On You" (Charlotte Lawrence)                                        | Cara Salimando Daniel Pemberton Royal | Pemberton Royal                        | 3:04    |  |
| 6.                       | "Smile" (Maisie Peters)                                                     | Ben Ash Maisie Peters | Two Inch Punch                         | 2:38    |  |
| 7.                       | "Lonely Gun" (Cyn)                                                          | Cynthia Nabozny Matias Gabriel Mora | Mora                                   | 2:38    |  |
| 8.                       | "Experiment on Me" (Halsey)                                                 | Ashley Nicolette Frangipane Bjoern Yttling John Eriksson Jordan Fish Oliver Sykes Peter Moren | Fish Sykes                             | 3:35    |  |
| 9.                       | "Danger" (Jucee Froot)                                                      | Pemberton Royal Terrica Alexander | Pemberton Royal                        | 2:27    |  |
| 10.                      | "Bad Memory" (K.Flay)                                                       | David Dahlquist Kristine Meredith Flaherty Patrick Morrissey | Dahlquist Morrissey                    | 2:55    |  |
| 11.                      | "Feeling Good" (Sofi Tukker)                                                | Jon Hume Sophie Hawley-Weld Tucker Halpern | Jon Hume Sofi Tukker                   | 3:03    |  |
| 12.                      | " Invisible Chains" (Lauren Jauregui)                                       | David Pramik E. Kidd Bogart Ingrid Andress Jon Bellion Lauren Jauregui Mark T. Williams Raul Cubina | Pramik Ojivolta                        | 3:20    |  |
| 13.                      | "It's a Man's Man's Man's World" (Jurnee Smollett-Bell, como Canário Negro) | James Brown Betty Jean Newsome | Andrew Orkin Royal                     | 2:56    |  |
| 14.                      | "I'm Gonna Love You Just a Little More Baby" (Summer Walker)                | Barry White | London On Da Track                     | 2:53    |  |
| 15.                      | "Hit Me with Your Best Shot" (Adona)                                        | Eddie Schwartz | Dustin Wise Marie Hines Matt Bronleewe | 2:51    |  |
| Duração total:           | Duração total:                                                              | Duração total: | Duração total:                         | 42:52   |  |

## Pessoal
| - Manny Marroquin – mixagem (faixas 1, 3-6, 10, 12) - Jaycen Joshua – mixagem (faixa 2) - Phil Tan – mixagem (faixa 7) - Serban Ghenea – mixagem (faixa 8) - Ike Schultz – mixagem (faixas 9, 13) - Jon Hume – mixagem (faixa 11), backing vocals (faixa 11), guitarra (faixa 11), piano (faixa 11) - Cyrus "NOIS" Taghipour – mixagem (faixa 14) - Derek "MixedByAli" Ali – mixagem (faixa 14) - Jeff Braun – mixagem (faixa 15) - John Hanes – engenharia de mistura (faixa 8) - Jaime P. Velez – engenharia (faixa 3), produção vocal (faixa 3) - Michelle Mancini – masterização (faixas 1, 3-6, 8-10, 12, 13, 15) - Colin Leonard – masterização (faixa 2) - Dave Kutch – masterização (faixa 7) - Joe Lambert – masterização (faixa 11) - Imad Royal – programação (faixas 1, 5, 9, 13) - Sky Adams – programação (faixa 1) - Chantilly – programação (faixa 2) - MD$ – programação (faixa 3) - Louis Bell – programação (faixa 3) - Mike Arrow – programação (faixa 3) - Jacob Ubizz – programação (faixa 4) - Cutfather – programação (faixa 4) | - Daniel Pemberton – programação (faixas 5, 9) - Two Inch Punch – programação (faixa 6) - Matias Mora – programação (faixa 7) - Oliver Sykes – programação (faixa 8) - Jordan Fish – programação (faixa 8) - David Dahlquist – programação (faixa 10) - Patrick Morrissey – programação (faixa 10) - David Pramik – programação (faixa 12) - Ojivolta – programação (faixa 12) - Andrew Orkin – programação (faixa 13) - London on da Track – programação (faixa 14) - Matt Bronleewe – programação (faixa 15) - Dustin Wise – programação (faixa 15) - Marie Hines – programação (faixa 15) - Ashley Jacobson – engenharia vocal (faixa 12) - Avena Savage – engenharia vocal (faixa 12), produção vocal (faixa 12) - Josiah Bell – produção vocal (faixa 13) - Kuk Harrell – produção vocal (faixa 3) - Zachary Acosta – assistente de engenharia (faixa 14) - Curtis "Sircut" Bye – assistente de engenharia (faixa 14) - Mike Seaberg – assistente de mixagem (faixa 2) - DJ Riggins – assistente de mixagem (faixa 2) - Jacob Richards – assistente de mixagem (faixa 2) |

## Desempenho nas tabelas musicais
| Tabela musical (2020)                 | Melhor posição |
| ------------------------------------- | -------------- |
| Alemanha (Offizielle Deutsche Charts) | 81             |
| Austrália Albums (ARIA)               | 9              |
| Áustria (Ö3 Austria Top 40)           | 55             |
| Bélgica (Ultratop Flandres)           | 113            |
| Bélgica (Ultratop Valônia)            | 113            |
| Canadá (Billboard)                    | 26             |
| Estados Unidos (Billboard 200)        | 23             |
| Estados Unidos Rolling Stone Top 200  | 24             |
| França Albums (SNEP)                  | 149            |
| Nova Zelândia Albums (RMNZ)           | 27             |
| Suíça (Schweizer Hitparade)           | 29             |

## Birds of Prey (and the Fantabulous Emancipation of One Harley Quinn) – Original Motion Picture Score
A trilha sonora separada intitulada Birds of Prey (and the Fantabulous Emancipation of One Harley Quinn) – Original Motion Picture Score composta por Daniel Pemberton foi lançada em 14 de fevereiro de 2020 pela WaterTower Music. Pemberton foi anunciado como o compositor do filme em 30 de setembro de 2019.

### Lista de faixas
Todas as músicas são compostas por Pemberton.
| Birds of Prey (and the Fantabulous Emancipation of One Harley Quinn) – Original Motion Picture Score |                                                    |         |  |
| N.º                                                                                                  | Título                                             | Duração |  |
| 1.                                                                                                   | "Flying High (Birds of Prey)"                      | 1:53    |  |
| 2.                                                                                                   | "The Fantabulous Emancipation Explosion"           | 1:32    |  |
| 3.                                                                                                   | "Harley Quinn (Danger Danger)"                     | 3:06    |  |
| 4.                                                                                                   | "Birds of Prey"                                    | 2:16    |  |
| 5.                                                                                                   | "Harley Gogo Agogo"                                | 1:56    |  |
| 6.                                                                                                   | "The Black Mask Club"                              | 1:54    |  |
| 7.                                                                                                   | "Stolen Diamond"                                   | 1:55    |  |
| 8.                                                                                                   | "Bad Ass Broad (Whistle MF)"                       | 3:07    |  |
| 9.                                                                                                   | "Lonely in Gotham"                                 | 0:50    |  |
| 10.                                                                                                  | "Black Canary Echo"                                | 1:08    |  |
| 11.                                                                                                  | "The Bertinelli Massacre (The Huntress Story)"     | 2:29    |  |
| 12.                                                                                                  | "Bump It!"                                         | 2:19    |  |
| 13.                                                                                                  | "Roman Sionis"                                     | 2:43    |  |
| 14.                                                                                                  | "Lockdown"                                         | 2:27    |  |
| 15.                                                                                                  | "Bruce and the Beaver"                             | 1:26    |  |
| 16.                                                                                                  | "Lotus Flower"                                     | 1:40    |  |
| 17.                                                                                                  | "Femme Fatale"                                     | 0:19    |  |
| 18.                                                                                                  | "Breakout!"                                        | 4:20    |  |
| 19.                                                                                                  | "The Bertinelli Revenge"                           | 1:57    |  |
| 20.                                                                                                  | "I Want To Kill You Because I Can"                 | 3:13    |  |
| 21.                                                                                                  | "Zsasz Showdown"                                   | 2:30    |  |
| 22.                                                                                                  | "Work Together"                                    | 2:05    |  |
| 23.                                                                                                  | "Battle Commence"                                  | 2:33    |  |
| 24.                                                                                                  | "Flight Together (Birds of Prey)"                  | 4:59    |  |
| 25.                                                                                                  | "Founders Pier"                                    | 1:46    |  |
| 26.                                                                                                  | "Roller Vs Rollers"                                | 3:27    |  |
| 27.                                                                                                  | "The Fantabulous Emancipation of One Harley Quinn" | 2:03    |  |
| Duração total:                                                                                       | Duração total:                                     | 61:52   |  |

## Histórico de lançamento
| Região | Data                 | Formato                       | Versão                        | Gravadora  | Ref.          |
| ------ | -------------------- | ----------------------------- | ----------------------------- | ---------- | ------------- |
| Várias | 7 de fevereiro 2020  | download digital streaming CD | O Álbum                       | Atlantic   | [ 50 ] [ 51 ] |
| Várias | 14 de fevereiro 2020 | download digital streaming CD | Original Motion Picture Score | WaterTower | [ 52 ] [ 53 ] |
| Várias | 26 de junho 2020     | Vinil                         | TBA                           | Atlantic   | [ 54 ] [ 55 ] |